# 17 a. C.
El año 17 a. C. fue un año común comenzado en domingo o lunes, o un año bisiesto comenzado en sábado, domingo o lunes (las fuentes difieren) del calendario juliano. También fue un año bisiesto comenzado en viernes del calendario juliano proléptico. En aquella época, era conocido como el Año del consulado de Furnius y Silanus (o menos frecuentemente, año 737 Ab urbe condita).

## Acontecimientos
- Bajo el emperador Augusto, Roma celebra los Juegos seculares, para los que se encarga el himno de Horacio Carmen Saeculare.

## Nacimientos
- Arminio, el guerrero germano que derrotó a los romanos en la batalla del bosque de Teutoburgo (m. 2 d. C.).
- Cneo Domicio Enobarbo, hijo de Lucio Domicio Enobarbo y Antonia la Mayor (m. 40 d. C.)
- Lucio César, hijo de Marco Vipsanio Agripa y Julia la Mayor (m. 2 d. C.)
- María, madre de Jesús, según los videntes de Medjugorje.[1][2]